# Melinaea neblinae
Melinaea neblinae är en fjärilsart som beskrevs av Brown 1977. Melinaea neblinae ingår i släktet Melinaea och familjen praktfjärilar. Inga underarter finns listade i Catalogue of Life.